# Eriosema chinense
Eriosema chinense är en ärtväxtart som beskrevs av Julius Rudolph Theodor Vogel. Eriosema chinense ingår i släktet Eriosema och familjen ärtväxter. Inga underarter finns listade i Catalogue of Life.